# Metro de Lucknow
El metro de Lucknow és un sistema de metro que dona servei a la ciutat de Lucknow, capital de l'estat d'Uttar Pradesh, al nord de l'Índia i poblada per 3 milions de persones. Està prevista la construcció de dues línies per un total de 34 km. Les obres van començar el 2014 i es va posar en servei uns primers 8,5 km que donava servei a 8 estacions el setembre de 2017.

## Història
Lucknow és la capital d'Uttar Pradesh, l'estat més poblat de l'Índia. La població és de 3 milions de persones el 2017 i continua creixent. El projecte de metro de Lucknow destinat a proporcionar un sistema de transport pesat a la seva població s'ha presentat al govern estatal per a la seva aprovació i ha rebut un acord de principi per a la primera fase (construcció d'una línia nord-sud) el desembre de 2013. El finançament del projecte (900 milions d'euros) està cobert a parts iguals per l'Estat d'Utar Pradesh i per les autoritats centrals índies. Més de 50 % del cost del projecte (469 milions d'euros es van demanar prestats al Banc Europeu d'Inversions). Es crea una estructura destinada a la realització del projecte, batejada Lucknow Metro Rail Project i propietat a parts iguals d'Utar Pradesh i de l'Estat indi. el novembre de 2013 amb un capital de 262 milions d'euros. Els treballs van començar el setembre de 2014. Es va obrir un primer tram de la línia 1, que enllaçava Transport Nagar amb Charbagh i amb una longitud de 8,5 km, es va obrir el setembre de 2017. La construcció de la línia es va acabar el març de 2019.

## Xarxa
En definitiva, la xarxa de metro de Lucknow estarà formada per dues línies amb una longitud total de 34 km. La línia nord-sud de 23 km connecta l'aeroport CCS amb Munshi Pulia i compta amb 21 estacions. El tram subterrani té 4 km i inclou 4 estacions, mentre que la part construïda en viaducte té 19 km i 17 estacions. La línia oest de 11 km connecta Charbagh amb Vasantkunj i té 12 estacions. La via és d'ample ferroviari estàndard (1.435 mm) i la font d'alimentació es realitza mitjançant catenària.

## Material rodant
El 2017, el material mòbil estava format per 20 conjunts de trens de 4 cotxes de la sèrie Metropolis d'Alstom. Els cotxes, la configuració i l'aspecte exterior de Bangalore, es construeixen en establiments de Sri City i Coimbatore. L'estructura està feta d'acer sense estany. Disposen d'il·luminació tipus LED i trànsit inter-cotxes. Cada tren té 186 seients disposats longitudinalment i dues zones per a passatges amb mobilitat reduïda. Els trens tenen una velocitat màxima de 90 km / h. Tenen frens regeneratius,.

## Operació
Els trens circulen de 6 a 22 h. La velocitat comercial és de 32 a 35 km / h. El temps d'aturada a cada estació és de 30 segons i la freqüència màxima és de 100 segons. El metro és operat per la Lucknow Metro Rail Corporation (LMRC), una companyia propietat a parts iguals del govern indi i de l'estat d'Uttar Pradesh,.